# Buchholz (Vorwerk)
Buchholz (plattdeutsch Bookholt) liegt etwa 30 Kilometer östlich von Bremen. Es gehört zur Gemeinde Vorwerk in der Samtgemeinde Tarmstedt im Landkreis Rotenburg (Wümme) in Niedersachsen.

## Geschichte
Das Dorf wird erstmals 1124 in einer Urkunde des Klosters Rastede als Bucholthe erwähnt. Die Siedlung war damals von einem Buchenwald (sog. Buchenholz) umgeben. Die Herren, denen die Buchholzer dienen mussten, wechselten ständig, Besatzungsheere plünderten und mordeten. Durchziehende Armeen rekrutierten gewaltsam Soldaten und gingen ebenso brutal mit der Bevölkerung um. Auf seinem berühmten Russlandfeldzug machte Napoleon mit seiner Grande Armée Station in Ottersberg. Er schickte seine Häscher auch nach Buchholz, die Männer versteckten sich in Wald und Moor, aber nur wenige entkamen den Häschern.
Im 12. Jahrhundert gehörte Buchholz vermutlich schon zur Vogtei Ottersberg, dem späteren Amt Ottersberg. Im Jahre 1625 wurde der dänische König Christian IV. zum niedersächsischen Kreisobersten gewählt. Anschließend kamen die „Kaiserlichen“, womit auf die Buchholzer dunkle Zeiten zukamen. Im Jahre 1645 kamen die Schweden. Unter der Königin Christine von Schweden hatten die Buchholzer eine einigermaßen gute Zeit. Das schwedische Königshaus war durch einen Generalgouverneur in Stade vertreten. In den 70 Jahren unter schwedischer Herrschaft verhielten sich die Schweden korrekt. 1859 wurde das Amt Ottersberg schließlich aufgelöst und Buchholz wurde dem Amt Zeven angefügt.
Auf sozialem und wirtschaftlichem System gab es Fortschritte. Das Amt Ottersberg kam zum Herzogtum Bremen.
Im Jahre 1806, nach dem Zusammenbruch Preußens, kamen die Franzosen unter Napoleon. Im Amt Ottersberg hielten sich etwa 700 Soldaten auf, darunter viele deutsche. Die Belastungen durch die hohe Anzahl von Soldaten auf die Einwohner waren sehr hoch. Die Franzosen haben das Gebiet neu aufgeteilt. Buchholz kam zum Kanton Ottersberg zusammen mit den Dörfern Campe, Otterstedt, Narthauen, Benkel, Eckstever, Dipshorn, Fischerhude und Quelkhorn. Für kurze Zeit kam das Amt Ottersberg zum Königreich Westphalen. Dort regierte König Jérôme, ein Bruder Napoleons. Kaiser Napoleon setzte damals gerne Brüder als Könige für seine Ländereien ein, um so die Kontrolle zu behalten. Diese Brüder waren nicht immer als König geeignet, so gab sich auch Jérôme lieber den Feiern und Festen als den Staatsgeschäften hin. 1810 kam der gesamte Nordwesten zum Königreich Frankreich.
Die Franzosen förderten den Ausbau eines Straßennetzes, so entstand auch die Buchholzer „Große Straße“ erstmals mit Befestigung unter den Franzosen. 1813 wurden die Franzosen vertrieben, Buchholz kam zum neu entstandenen Königreich Hannover. 1859 wurde das Amt Ottersberg aufgelöst, Buchholz kam zum Amt Zeven. 1866 wurden die hannoverschen Truppen besiegt, das Königreich Hannover wurde aufgelöst und dem Königreich Preußen angefügt. Während des Ersten Weltkrieges ging es den Buchholzern relativ gut, da sie sich als Landwirte selbst versorgen konnten. Bis 1933 wählten viele Buchholzer immer noch die Welfen-Partei „Deutsch-Hannoversche Partei“, was zeigt, dass viele Buchholzer noch für lange Zeit Welfen geblieben sind. Ab 1933 kam Adolf Hitler an die Macht. Die Buchholzer umjubelten ihn, da er vermeintlich „gute Zeiten“ mit sich brachte.
Bis zum Zweiten Weltkrieg wurden in den Städten Industrien aufgebaut, darum zogen viele Buchholzer nach Bremen, um im Hafen oder in den Werften zu arbeiten. Andere Buchholzer wanderten in die ganze Welt aus.
Im Krieg wurden viele Männer des Dorfes eingezogen. Autos und Pferde nahm auch die Wehrmacht mit in den Krieg. Maschinen und Geräte wurden knapp. Nach dem Überfall auf Polen kamen die ersten Kriegsgefangenen als landwirtschaftliche Helfer nach Buchholz. Auf dem Holzberg vor Buchholz wurde ein 18 m hoher Beobachtungsturm gebaut, am Moor wurde eine Scheinwerferbatterie eingerichtet. Im Laufe des Krieges wurden einige Häuser durch Bomben zerstört oder beschädigt. 1944 stürzte am Rande des Moores ein abgeschossener deutscher Jäger ab. Im April 1945 kamen die Kampfhandlungen nach Buchholz, einige Wehrmachtsgruppen hatten sich in Buchholz verschanzt, von Otterstedt aus schoss die Artillerie, von Quelkhorn aus kamen die Panzer. Ein Hauptmann und ein Obergefreiter zerstörten 800 m vor dem Ort noch zwei britische Panzer. Als Gegenangriff beschädigten die Panzer die ganze Südfront des Dorfes. Die Engländer rückten in Buchholz ein, die Soldaten wurden gefangen genommen. Nach ein paar Monaten verließen die Briten Buchholz.
Am 1. März 1974 wurde Buchholz in die Gemeinde Vorwerk eingegliedert.
Heute hat Buchholz ca. 650 Einwohner (Stand 2014).

## Gruppen und Vereine

### Turnvereine
Der Turnverein wurde 1913 gegründet. Es wurde auf der Diele der Gastwirtschaft Kahrs geturnt. In der Zeit des Nationalsozialismus wurde der Verein aufgelöst, 1946 wieder gegründet, hatte er unter der Leitung von Hinrich Willenbrock keine lange Lebensdauer; dem in den 1970er Jahren gegründeten Fußballverein „Eiche Buchholz“ erging es nicht besser. Seit 1991 gibt es Yoga in Buchholz.

### Einwohnerwehr
Gegründet aufgrund einer Bestimmung vom 15. September 1919. Es waren 33 Männer beigetreten. Zur Ausrüstung zählten 25 Karabiner „K 98“ mit 375 Patronen.

### Der Kriegerverein
Der Kriegerverein entsprach etwa einem heutigen Schützenverein und wurde 1920 gegründet. Es wurden Bleikugeln aus langläufigen Karabinern abgeschossen. Er wurde von der SA übernommen.

### Die Feuerwehr
Bis 1941 existierte in Buchholz eine Pflichtfeuerwehr, deren Gründungsjahr unbekannt ist. 1942 wurde die heute noch bestehende Freiwillige Feuerwehr gegründet. Als Spritzenhaus diente ehemals ein kleiner Garagenanbau am historischen Glockenturm, wo im Jahre 1974 gerade so der legendäre VW T2 Bulli Platz fand, mit dem die Feuerwehr bis 1997 ausgestattet war. Heute sind die Kameradschaftsräume sowie der Geräteraum im Dorfgemeinschaftshaus untergebracht. 1997 kaufte die Freiwillige Feuerwehr Buchholz von der Berufsfeuerwehr Bremen ein Löschgruppenfahrzeug 16, welches 2014 durch ein neues "gebrauchtes Löschgruppenfahrzeug 16/12 ersetzt wurde.
Derzeit hat die Freiwillige Feuerwehr Buchholz 40 aktive und 10 passive Mitglieder (Stand 2014).
Ein neues, größeres Feuerwehrhaus am Standort Alte Schule wurde in der Dipshorner Straße zur Benutzung durch die örtliche Feuerwehr geschaffen.
Seit April 2018 ist Pascal Drewes der Ortsbrandmeister.

### Plattdeutsches Theater
1946 wurde das erste Stück auf der Diele der Gastwirtschaft Mahnken aufgeführt. In den 1970er Jahren spielte die Buchholzer Dorfjugend Theater. Seit 1992 führt der Heimatverein Buchholz ein plattdeutsches Theater auf.

### Der Heimatverein Buchholz
Am 4. Juni 1991 wurde der Heimatverein gegründet. Er organisiert Vorträge, Feste und Veranstaltungen zum Wohle des Dorfes und hat über 150 Mitglieder.

## Sehenswürdigkeiten
In Buchholz befindet sich ein großer Ilexhain, der etwa 30 Bäume umfasst. Buchholz grenzt direkt an die Ausläufer des berühmten Teufelsmoores an. An dem malerischen Holzberg stehen die berühmten Kratteichen. In Buchholz selber gibt es einen großen Steinbackofen auf dem Gelände des Dorfgemeinschaftshauses und einen historischen Glockenturm an der Hauptstraße, der auch oft als das Wahrzeichen von Buchholz angesehen wird.
Am Ortsrand von Buchholz, in Richtung Otterstedt, kommt man an die Walle, einen kleinen Bach, der bei Vorwerk entspringt, und in der Wümme mündet.